# Haleem

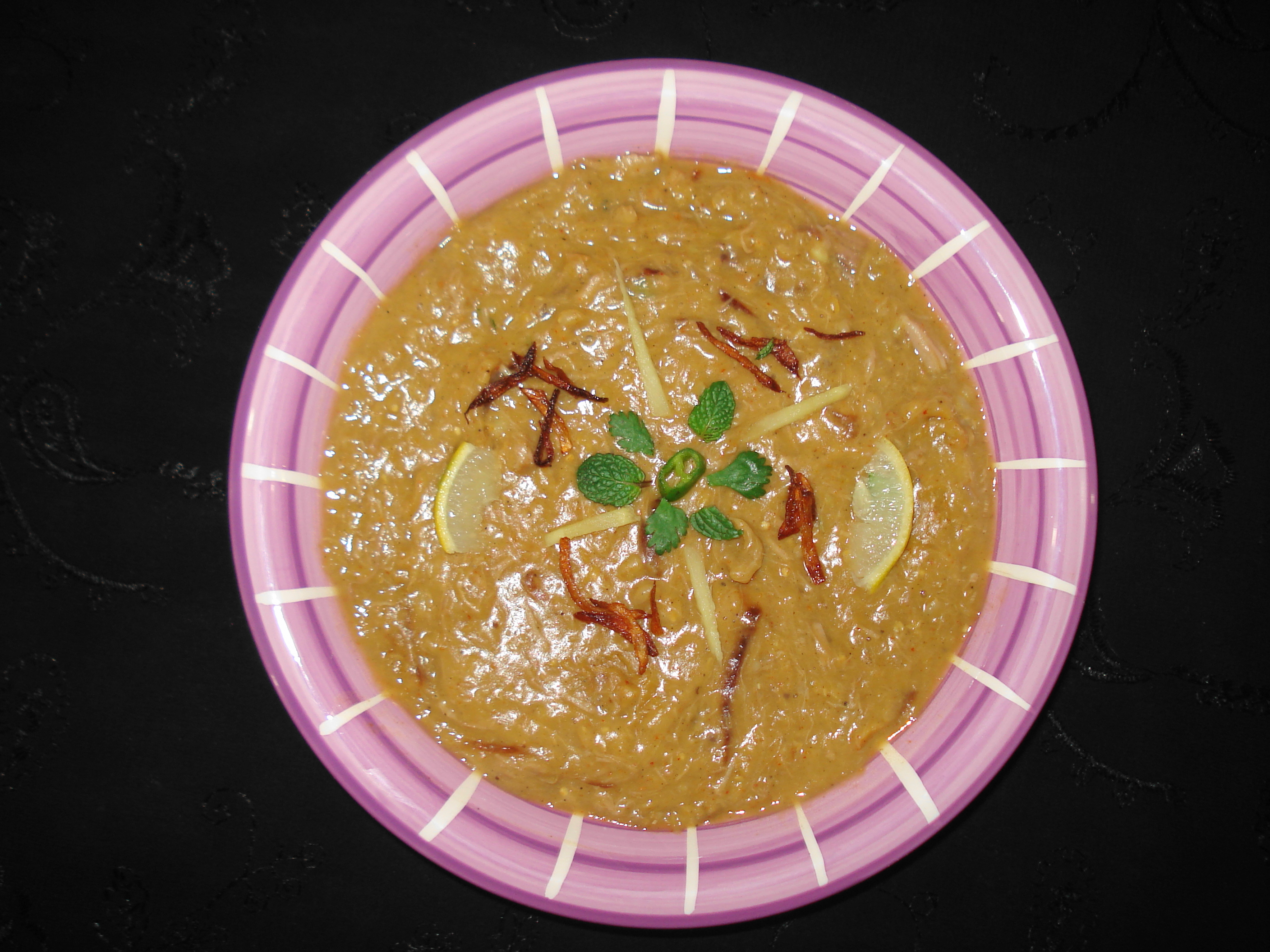
Haleem

Haleem (usbekisch. Halim) ist ein Fleischgericht der orientalischen Küche, das in Südasien, im Nahen Osten und in Zentralasien weit verbreitet ist. In verschiedenen Regionen wird das Gericht auf verschiedene Arten zubereitet, aber es muss Fleisch, Weizen oder Gerste enthalten. Das Gericht ist im Iran, in der Türkei, in Afghanistan, Tadschikistan, Usbekistan, Aserbaidschan, Pakistan und Indien beliebt.
Halim ist ein häufiges Gericht während des Fastenmonats Ramadan und während der Navruz.

## Zutaten
Haleem besteht aus vier Hauptbestandteilen:
- Getreide (Weizen oder Gerste ist fast immer vorhanden); In einigen Regionen werden manchmal Linsen oder Reis verwendet
- Fleisch (normalerweise Rindfleisch oder Lamm); in einigen Regionen Ziegenfleisch oder Hühnerfleisch
- Gewürze (verschiedene Regionen haben ihre eigenen Gewürze)
- Wasser; In einigen Regionen wird Milch verwendet oder eine spezielle Brühe zubereitet.

Haleem wird serviert, mit Zwiebeln, Ingwer, gehacktem grünem Pfeffer, Korianderblättern und Zitronenscheiben dekoriert (je nach Region).

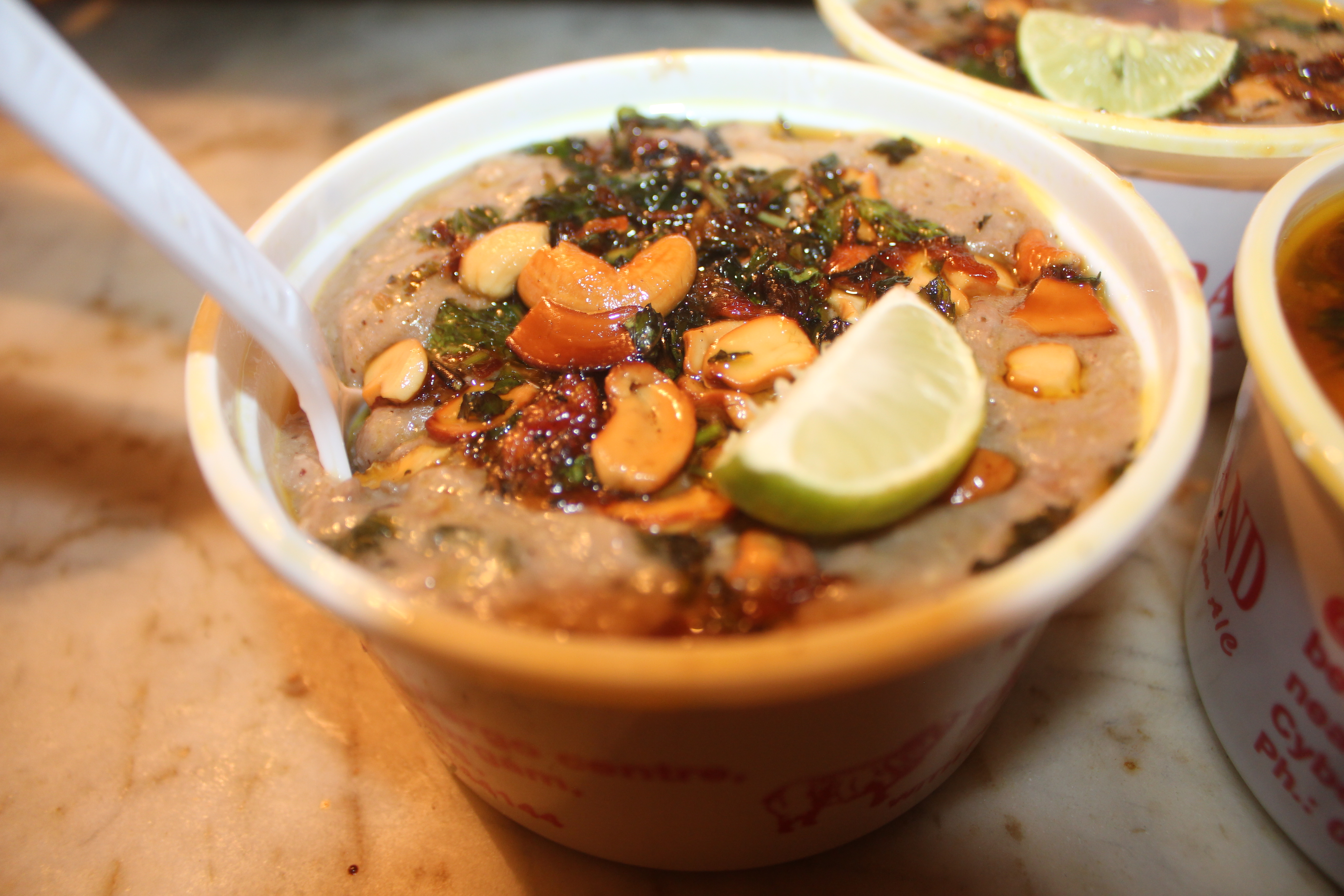
Haleem mit Gewürzen und Cashewnüssen

## Zubereitung
Vor dem Kochen müssen Sie den Weizen (oder ein anderes Getreide) für 6 bis 12 Stunden einweichen. Dann das Fleisch, eine Zwiebel, eine Zimtstange, Salz und Kurkuma in einen Topf liegen, mit Wasser übergießen und kochen, bis sie weich sind. Nachdem die restliche Brühe abgelassen wurde, wird das Fleisch in dünne Streifen geschnitten. Dann wird der Weizen (oder ein anderes Getreide) gewaschen und auf ein langsames Feuer gelegt.
Haleem wird sieben bis acht Stunden lang bei schwacher Hitze gekocht und dann kräftig gerührt oder aufgeschüttelt, bis eine homogene Masse erreicht ist. Das Ergebnis ist eine pastöse Konsistenz, die die Aromen von Gewürzen, Fleisch und Weizen kombiniert.
In Usbekistan wird eine andere Methode zur Herstellung von Weizen für Haleem verwendet. Weizen für die Zubereitung von Samanak wählen Sie Körner der zweiten Sorte. Am ersten Tag wird Wasser hinzugefügt, um den Weizen einweichen zu lassen. Einen Tag später werden die Körner Zentimeter dick auf den Tisch gelegt und mit Gaze bedeckt. An vier bis fünf Tagen werden die Körner zweimal täglich mit Wasser besprüht. Während dieser Zeit erreichen Weizensprossen mehrere Zentimeter. Die fertigen Weizensprossen und -körner werden durch einen Fleischwolf geführt und dann gekocht.